# Xanthia likianogo
Xanthia likianogo là một loài bướm đêm trong họ Noctuidae.